# Offshore-Windpark Rhyl Flats
Der Windpark Rhyl Flats ist ein Offshore-Windpark in der Irischen See (Liverpool Bay – „Bucht von Liverpool“) etwa 8 km vor der Küste von Wales (Vereinigtes Königreich) zwischen Llandudno und Rhyl.

## Aufbau

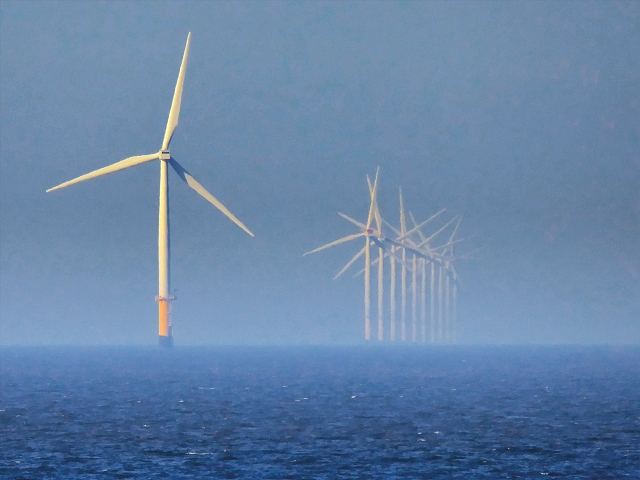
Offshore-Windpark Rhyl Flats

Der Park besteht aus 25 Windenergieanlagen vom Typ Siemens SWT-3.6-107 mit einem Rotordurchmesser von 107 m und einer installierten elektrischen Leistung von je 3,6 Megawatt, also insgesamt etwa 90 MW. Die Gondeln mit den Generatoren liegen auf 80 m Höhe über dem Meeresspiegel. Die 25 Anlagen sind auf einer Fläche von etwa 10 km² verteilt. Die Bucht hat an dieser Stelle eine Tiefe von etwa 15 m. Der produzierte Strom wird über Seekabel zu einem Umspannwerk an Land (in Towyn) geleitet.
Rhyl Flats ist einer von vier Offshore-Windparks in der Bucht von Liverpool: Der östlich benachbarte North Hoyle mit 60 MW Leistung ging bereits 2003 in Betrieb. Noch weiter östlich liegt Burbo Bank mit 90 MW. Der wesentlich größere Park Gwynt y Môr mit 160 Anlagen für 576 MW wurde im Juni 2015 offiziell in Betrieb genommen.

## Geschichte
Der Windpark Rhyl Flats gehört zur „Runde 1“ des Entwicklungsprogramms für Offshore-Windparks des Crown Estate, die Ende 2000 begann.
Die Projektentwicklung für den Park trieb zunächst der Planer Celtic Offshore Wind Limited (COWL) voran, der 2002 die Baugenehmigung dafür erhielt. Im selben Jahr übernahm RWE Innogy (ehemals npower) das Projekt von COWL.
Mit dem Bau des Windparks wurde im Sommer 2007 begonnen. Die Umspannanlage an Land wurde 2008 fertiggestellt. Etwa zwei Jahre nach Baubeginn, im Juli 2009, speiste die erste der 25 Windturbinen erstmals Strom ein. Am 2. Dezember 2009 wurde der Windpark im Beisein des britischen Minister für Wales, Peter Hain, offiziell in Betrieb genommen.
2013 hat RWE Anteile am Windpark an Greencoat UK Wind und UK Green Investment verkauft.

## Betriebsführung
Die Betriebsführung des Windparks erfolgt durch RWE Renewables.